# Nora Lichtenštejnská
Princezna Norberta Lichtenštejnská, markýza z Mariña (rozená Norberta Elisabeth Maria Assunta Josefine Georgine et omnes sancti) (* 31. října 1950 Curych), obecně známá jako princezna Nora, je členka lichtenštejnské knížecí rodiny. Je čtvrtým dítětem a jedinou dcerou knížete z Lichtenštejna Františka Josefa II. a jeho manželky Georginy von Wilczek a mladší sestrou knížete z Lichtenštejna Hanse Adama II.

## Vzdělávání a kariéra
Studovala na Ženevské univerzitě a na Absolventském institutu mezinárodních a rozvojových studií, také v Ženevě. Mimo jiné pracovala pro Světovou banku a pro Mezinárodní institut pro životní prostředí a rozvoj. Mluví francouzsky, anglicky, německy a španělsky.
Od roku 1984 byla členkou Mezinárodního olympijského výboru. V letech 1982 až 1992 byla předsedkyní lichtenštejnského národního olympijského výboru a od roku 2002 je předsedkyní organizace Special Olympics Liechtenstein.
V letech 1973 až 1989 byla hlavní skautskou vedoucí (německy Korpsführerin). Dnes je čestnou členkou skautského spolku.

## Rodina

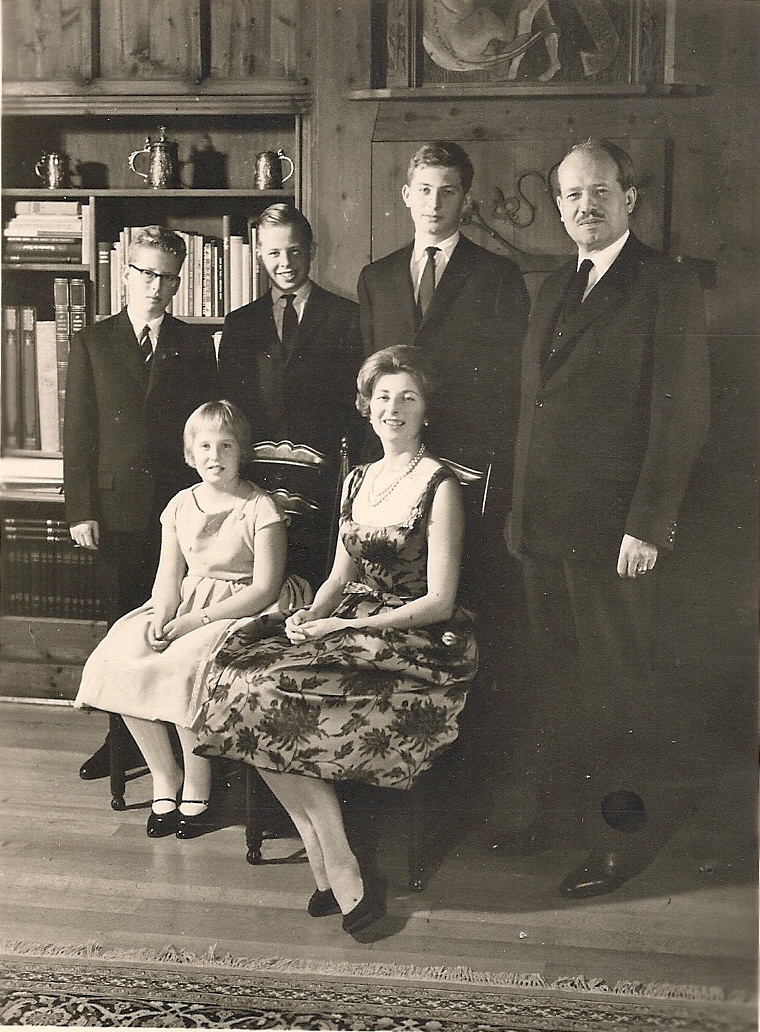
Princezna Nora s rodinou v roce 1955

Dne 11. června 1988 se v katedrále sv. Florina ve Vaduzu provdala za Dona Vicenta Sartoriuse y Cabeza de Vaca, markýze z Mariña (30. listopadu 1931, Madrid – 22. července 2002, Ibiza). Spolu měli jednu dceru jménem doña María Teresa Sartorius y de Liechtenstein, která se narodila 21. listopadu 1992.
Je kmotrou princezny Laetitie Marie Belgické, arcivévodkyně Rakouské-d'Este, třetí dcery princezny Astrid Belgické.

## Vyznamenání

### Národní vyznamenání
- Lichtenštejnsko: Pamětní medaile u příležitosti 70. narozenin Jeho Jasnosti knížete Františka Josefa II. (16. srpna 1976).